# Marmoset
有限会社Marmoset（マーモセット）は、日本の芸能事務所である。

## 会社役員
- 代表取締役社長：藤崎美貴
- 取締役副社長　：高橋祐介
- 取締役　　　　：山本誠二

## 特徴
舞台、モデル、映像を中心に、多目的に活躍しているエロバカエンターテイメント集団[Marmoset]の所属プロダクション。
彼等の芝居は主に藤崎美貴の脚本で、エロ・バカ・切なさを盛り込んだスタイリッシュなラブコメディー作品が中心。また、舞台は毎回映像と融合させている。
フォトグラファーとのコラボであるフォト展企画・製作・出演、バンドとのコラボであるライブハウス公演企画・製作・出演、エンターテイメントバー[Marmo Syndicate]の経営・プロモーション映像の企画・製作・出演、ネットラジオ[Shuffle Marmo]企画・製作・出演、機材レンタル、脚本執筆、出張パフォーマンス[Replay Episode]企画・製作・出演、グッズ販売、旅行代理店とのコラボであるパフォーマンスツアー企画・製作・出演等、劇場での舞台公演以外にも幅広い活動が目立つ。
- Marmoset(マーモセット)

有限会社Marmoset所属グループ。コアメンバーは藤崎美貴(リーダー)・崋狩祐雅(サブリーダー)・Takeshi・川頭稔・山本誠二。メンバーは大沼竣・yukinob.・佐藤弥生。
劇団とは全く異なり、エロバカR指定エンターテイメント集団というキャッチフレーズで東京芸術劇場等、都内を中心に活動している。舞台ではプロモーション映像や劇中映像等を逸早く取り入れていた。ナチュラル演技を得意とし、スタイリッシュ・フェロモン全開・笑いと切なさを盛り込んだラブコメディーが特徴。ビジュアルの良い俳優が多いと評判。
- Marmo Syndicate(マーモ　シンジケート)

新企画始動に伴い、Performance Bar[Marmo Syndicate]※ は、2009年7月25日をもって、一旦営業を終了。2009年11月、Performance Live[Marmo Syndicate]としての開催が決定。
- Replay Episode(リプレイ　エピソード)

Marmosetの出張パフォーマンス。披露宴・同窓会・誕生日パーティー等で、依頼者から依頼された過去の内容をコメディー化し、ライブで再現。

## 所属タレント
- 藤崎美貴
- 崋狩祐雅
- Takeshi
- 川頭稔
- 山本誠二
- 大沼竣
- yukinob.
- 佐藤弥生

## 主な公演
- 2009年 『Re:ヌーディスト』
- 2008年 『しーくれっと◆DRIVE』
- 2007年 『やまちゃんねる』
- 2007年 『Taboo』
- 2006年 『Men`s?』
- 2006年 『Monster's Lair〜消えていく者,甦るモノ〜』（【Marmoset】&【ゆにっとふぁんたむず】コラボ公演）
- 2005年 『Complex Form』
- 2005年 『ヌーディスト』
- 2003年 『Sakura 咲く』
- 1997〜1999年 『酔待草/バンク・バン・レッスン』『嵐になるまで待って』『GRAVER〜柩屋〜』『空夢（そらゆめ）』

## ブログ
- 藤崎美貴【Marmosex】
- 崋狩祐雅【The Earth Observations】
- Takeshi【ちょっとひと息】
- 川頭稔【Marmopets】
- 山本誠二【みんな大好き、自分好き】
- 大沼竣【Brain-scramble】
- yukinob.【太陽の華】
- 佐藤弥生【良かった探し】